# Gare de Moss
La gare de Moss est une gare ferroviaire norvégienne de la ligne d'Østfold, située sur le territoire de la commune de Moss.
Mise en service en 1879, c'est une gare de la Norges Statsbaner (NSB). Elle est distante de 60,16 km d'Oslo.

## Situation ferroviaire
La gare de Mass est située sur la ligne d'Østfold, entre les gares de Kambo et de Rygge.

## Histoire
La gare  fut ouverte en 1879 lorsque la vestre linje fut achevée.

## Service des voyageurs

### Accueil
C'est une gare ferroviaire avec personnel : elle est ouverte du lundi au vendredi de 06h15 à 21h, le samedi de 07h45 à21h et le dimanche de 09h45 à 22h. La salle d'attente est ouverte encore plus tôt et ne ferme qu'à minuit. Elle dispose de deux automates.

### Desserte
Moss est desservie par un train régional allant d'Oslo à Halden et poursuivant en Suède jusqu'à Göteborg. La gare est aussi le terminus des trains locaux en direction de Skøyen .
- Skøyen-Nationaltheatret-Oslo-Holmlia-Ski-Ås-Vestby-Sonsveien-Kambo-Moss[3]

### Intermodalités
Un parking, de 400 places, pour les véhicules et un parc à vélo couvert y sont aménagés. Un arrêt de bus est situé à proximité de la gare ainsi qu'une station de taxi.